# Sedam Taluk
Sedam Taluk är ett underdistrikt i Indien.   Det ligger i delstaten Karnataka, i den centrala delen av landet, 1 300 km söder om huvudstaden New Delhi.